# Gumersindo Lafuente
Gumersindo Lafuente (Madrid, 30 d'agost de 1957) és un periodista espanyol. Precursor del periodisme digital de parla hispana, ha liderat diversos projectes d'informació en línia en castellà.

## Història
Va iniciar la seva carrera professional en el desaparegut diari Ya (1977-1986), posteriorment va treballar a El País, com a cap de secció del suplement de diumenge i d'El País Setmanal (1986-1995) i entre 1995 i 2000 a El Mundo. Entre 2000 i 2006 va dirigir Elmundo.es.
La seva sortida d'Elmundo.es va estar envoltada de polèmica. Arran dels atemptats de l'11 de març de 2004 es va produir una divergència editorial entre la direcció d'El Mundo en la seva versió escrita, dirigit per Pedro J. Ramírez i la versió en línia, dirigida per Gumersindo Lafuente. El primer defensava la teoria de l'atemptat realitzat per ETA, mentre que Elmundo.es va descartar aquesta hipòtesi des del primer moment. Aquest enfrontament editorial entre els dos suports del mateix mitjà va acabar amb la destitució com a director d'Elmundo.es de Gumersindo Lafuente el juliol de 2006.
Entre 2007 i 2009 va fundar i va dirigir Soitu, que va rebre dos premis de l'Online News Association. Des de 2010 i fins a 2012 va ser el responsable del canvi digital d'El País, al qual va arribar amb l'objectiu de millorar l'abast del mitjà en el seu format en línia. El gener de 2012, Elpais.com va aconseguir superar Elmundo.es. El setembre de 2012 Lafuente va abandonar el projecte d'Elpais.com per aparents discrepàncies amb l'estratègia digital del grup Prisa al qual pertany el diari. Gumersindo Lafuente és director i patró fundador de la Fundació porCausa de recerca i periodisme contra la pobresa.
És mestre de la Fundació Gabriel García Márquez per al Nou Periodisme Iberoamericà i membre de la Xarxa Iberoamericana de Periodisme Cultural. També forma part del consell de redacció de la revista Cuadernos de Periodistas, de l'Associació de la Premsa de Madrid. És un orador freqüent en xerrades i tallers en universitats espanyoles i d'Amèrica Llatina i congressos internacionals sobre periodisme digital.

## Premis i reconeixements
La seva tasca com a director d'elmundo.es va ser premiada el 2002 pel Club Internacional de Premsa i el 2008 va rebre el premi José Manuel Porquet.